# Vatnshnúkur (bergstopp i Island, Austurland)
Vatnshnúkur är en bergstopp i republiken Island. Den ligger i regionen Austurland, 400 km öster om huvudstaden Reykjavík. Toppen på Vatnshnúkur är 832 meter över havet.
Runt Vatnshnúkur är det mycket glesbefolkat, med 2 invånare per kvadratkilometer. Närmaste större samhälle är Egilsstaðir, omkring 14 kilometer väster om Vatnshnúkur. Trakten runt Vatnshnúkur består i huvudsak av gräsmarker.